# Porticus Aemilia

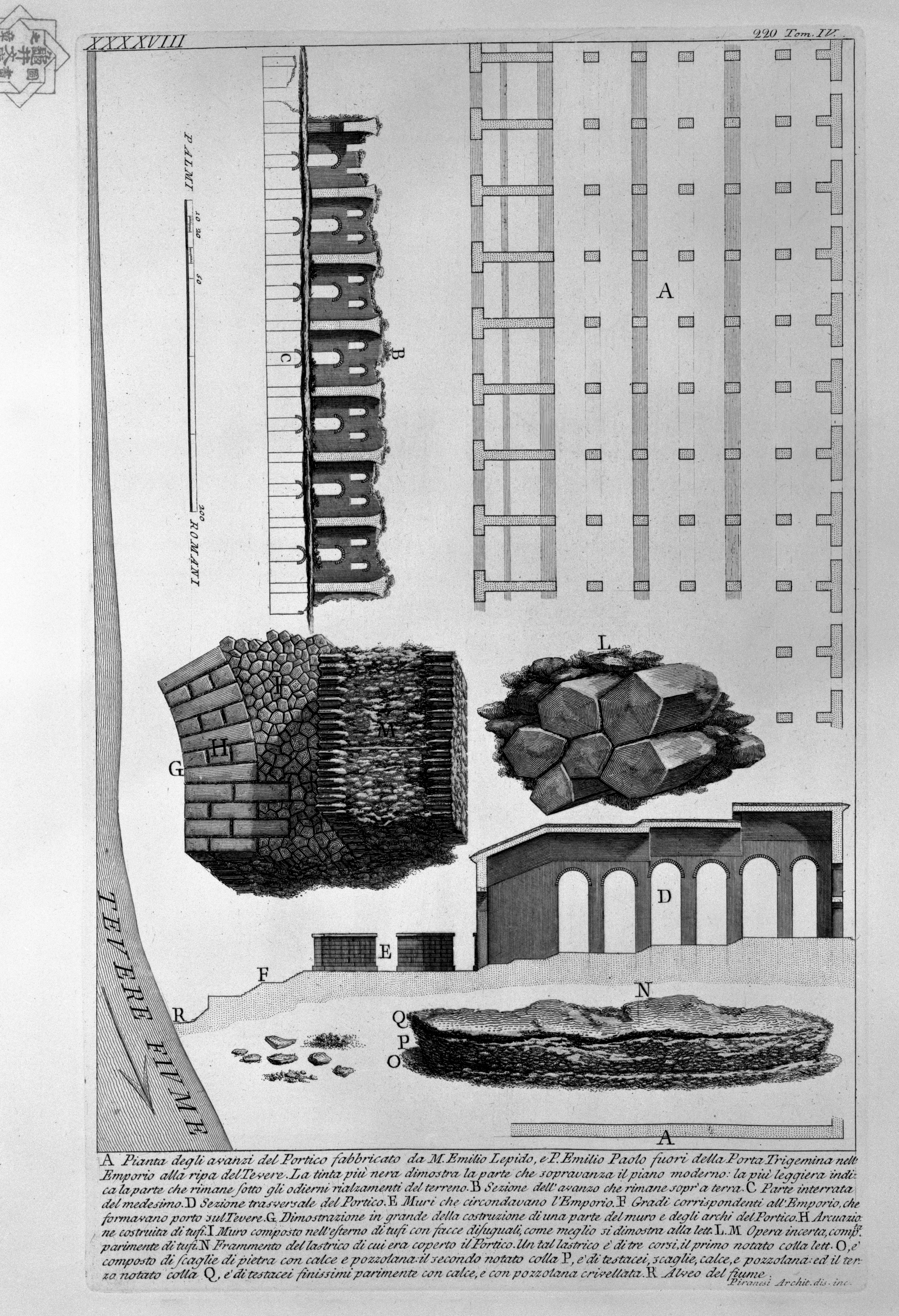
Dibuix del material i l'estructura del Porticus Aemilia tal com estava el 1756 (dibuix de Piranesi)

El Porticus Aemilia era una estructura de l'Emporium, l'antic port fluvial de la ciutat de Roma. S'ha especulat si la primitiva funció del pòrtic era allotjar vaixells de guerra, i també s'ha suposat que més endavant es va fer servir de magatzems, la majoria d'ells pels aliments de l'annona. Cal no confondre aquesta construcció amb una estructura del mateix nom situada al Camp de Mart.

## Construcció

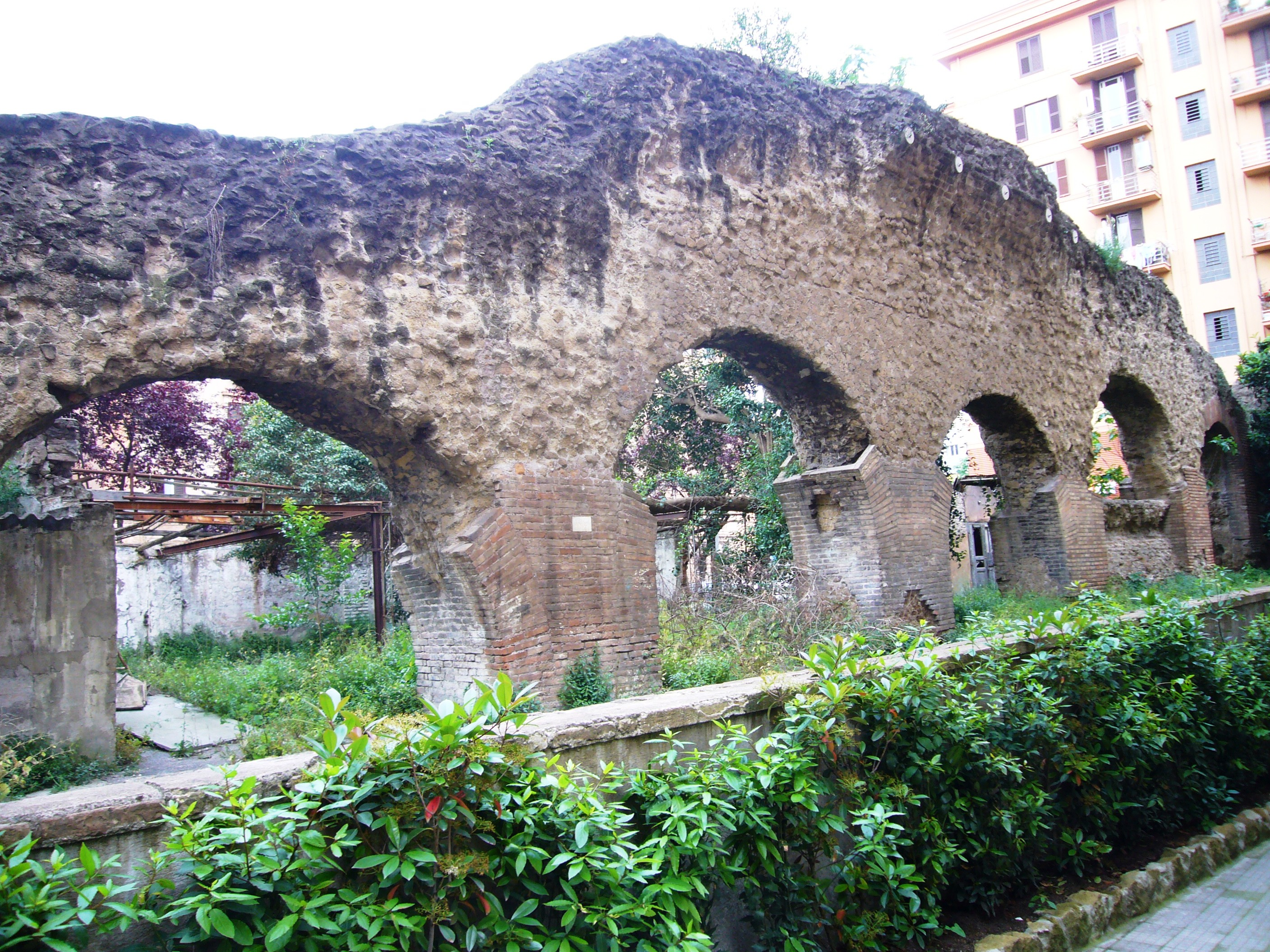
Restes de la Porticus Aemilia, actualment forma part d'un passeig

Fou edificat el 193 aC per decisió dels edils urbans Marc Emili Lèpid i Luci Emili Paul·le, i d'aquest segon va rebre el nom Aemilia, que és el de la gens a la qual pertanyia. La gens Emília va ser també promotora d'altres importants edificis de la ciutat de Roma. El 174 aC es van fer obres de millora i reconstrucció, impulsades pels censors Quint Fulvi Flac i Aule Postumi Albí.
L'edifici es va fer amb la tècnica de l'opus incertum i era molt gran, amb 487 metres de llargada i 60 d'amplada. Estava subdividit en seccions. Tenia 294 pilastres, que estaven repartides en set fileres (en el sentit de la profunditat) i sorgien 50 naus, cadascuna coberta per una sèrie de voltes superposades de 8,30 metres de llarg, que en total feien una superfície coberta de 25,000 m². Aquesta estructura estava separada de la riba del Tíber per uns 90 metres. En època de l'emperador Trajà o posteriorment altres edificis es van interposar entre el riu i el pòrtic.

## Funcions
A les fonts documentals no s'esmenta quina era la funció original per la qual es va construir el pòrtic, que estava situat a continuació de l'Emporium, el port fluvial de la ciutat emprat sobretot pels comerciants. Les restes del pòrtic s'han pogut identificar amb unes antigues estructures que hi ha entre el carrer anomenat via Beniamino Franklin i el via Marmorata; algunes parets fetes de tuf, són encara visibles als carrers: via Branca, via Rubattino i via Florio. El 2006 Pier Luigi Tucci va proposar la hipòtesi que aquestes estructures podrien ser el que als textos antics es diu sobre la marina republicana, és a dir que la seva primitiva funció podria haver estat allotjar les naus de guerra de la flota romana. Les excavacions que es van fer l'any 2010 protagonitzades pel Departament Especial per als Béns Arqueològics de Roma conjuntament amb el Reial Institut Neerlandès de Roma i l'Ajuntament de Roma, no van aportar cap dada concloent sobre aquesta suposició però confirmen que el lloc estudiat és el que als textos s'anomena Porticus Aemilia, encara que podria ser una simple via porticada, entre la Porta Trigemina de la muralla Serviana i l'Emporium, i no un magatzem com s'havia pensat fins al moment.
Efectivament, els historiadors antics van escriure que al port de la ciutat hi havia uns grans magatzems emprats pels comerciants, sobretot per l'emmagatzematge de blocs de marbre per la construcció. Quan es van proposar en les lleis frumentàries el repartiment gratuït de racions d'aliments bàsics (cereals, oli) i que el lloc que es va designar per les donacions era la zona de l'Aventí es va donar per suposat que el Porticus Aemilia eren els horrea on s'emmagatzemaven els aliments.
Acabats els treballs arqueològics l'espai ha quedat convertit en un passeig guarnit amb petites jardineres.